# 読モ!
『読モ!』（どくモ!）とは日本テレビで2010年10月9日から2011年3月26日まで土曜日25:20 - 25:50に放送されたバラエティ番組である。ハイビジョン制作。
2010年7月17日・7月24日の25:20 - 25:50にはパイロット版が放送された。2010年12月から2011年1月までは24:50 - 25:20に放送された。

## 概要
- 読者モデルが女子会を開き、ファッションやグルメなどのトークなどの総合的なトレンド情報で盛り上がる。

## 出演者
- 青木育日
- 浅見由紀子
- 池畑千明
- 植田せりな
- 加藤澪
- 川本彩
- 木村ゆかり
- 黒坂優香子
- 小池麻菜
- 小林真由
- 佐藤唯
- 杉山佳那恵
- 鈴木詩織
- 染井明希子
- 染谷実加
- 平有紀子
- 高橋奈々
- 千葉由佳
- 所瑠利子
- 冨張愛
- 新部宏美
- 林えりか
- 平林玲美
- 藤井綾夏
- 村上まりな
- 八木麻衣子
- 山内あいな
- 吉河唯

### ナレーター
- 延友陽子（日本テレビアナウンサー、番組開始 - 番組終了）
- バッキー木場（2010年11月27日 - 番組終了）

## スタッフ
- 構成：空条オーランド、塩村文夏、岡野ぴんこ
- TM：江村多加司
- SW：荻野高康
- 音声：林英毅
- VE：牛山俊彦
- 照明：内藤晋
- スタジオ技術：NiTRO
- ロケ技術：池田屋
- EED：本間満久
- MA：松尾隆裕
- 編成：高谷和男
- 営業：笠原大輔
- クロスメディア：久保真一郎
- 音効：佐藤裕二
- TK：竹島祐子
- デスク：濱村吏加
- デザイン：田澤奈津美
- AP：比留間晃則、若松七重、東なだ雄
- ディレクター：倉田集翔、磯部修、小倉亜希子、井上敏史、菊地香織
- 演出：市野雅一
- プロデューサー：鬼頭直孝、増田俊二郎
- チーフプロデューサー：鈴木雅人
- 制作：AXON
- 制作協力：サルベージ
- 製作著作：日テレ

## 備考
- 2010年12月11日はFIFAクラブワールドカップ2010準々決勝・城南一和（韓国）対アル・ワフダ（UAE）戦中継のため、27:00開始。翌週の12月18日は同大会の決勝戦・マゼンベ（コンゴ）対インテル・ミラノ（イタリア）戦中継のため、休止。
- 2010年12月25日（2010年年内最終放送）は『週末のシンデレラ 世界!弾丸トラベラー・クリスマス・スペシャル』放送のため、30分遅れの25:20分開始。
- 2011年1月1日は年始特別編成のため、休止。
- 2011年1月8日（同年最初の放送）は『ロンブー&チュートの芸能人ヒットソングで爆笑ショーバトル!』と、『広瀬アリスの高校サッカー魂』（第89回全国高等学校サッカー選手権大会・準決勝ハイライト）放送のため、60分遅れの25:50開始。
- 2011年1月15日は土曜ドラマ『デカワンコ』初回放送のため、15分遅れの25:05分開始。
- 2011年2月5日は『週末のシンデレラ 世界!弾丸トラベラー・菅野美穂オーロラ&弾丸テーマ曲お披露目スペシャル』放送のため、35分遅れ[1]の25:55分開始。
- 2011年2月12日、2月19日は10分遅れ[2]の25:30開始。
- 2011年2月26日はAKB48×日本テレビ 9夜連続スペシャルドラマ『桜からの手紙 〜AKB48 それぞれの卒業物語〜』第1夜（第1話）放送のため、40分遅れ[3]の26:00開始。
- 2011年3月5日は『桜からの手紙 〜AKB48 それぞれの卒業物語〜』第8夜（第16話）放送のため、25分遅れ[4]の25:45開始。
- 2011年3月12日は前日午後に発生した東日本大震災の報道特別番組のため休止。
- 2011年3月19日は震災の報道特番で放送できなかった東京ガールズコレクション特集を放送。なお、当日は10分遅れ[5]の25:30開始。震災情報をL字画面にして放送した。
- 2011年3月26日放送（番組最終回）は『デカワンコ』最終回放送のため、25分遅れ[6]の25:45開始。またタイトルバックの放送回数がVol.23（第23回）と表示されたほか、同年3月19日放送予定だった内容を一部編集して放送した。